# Mercado incompleto
En economía, los mercados incompletos son mercados en los que el número de valores de Arrow-Debreu es menor que el número de estados de la naturaleza. A diferencia de los mercados completos, esta escasez de valores probablemente restringirá a las personas la transferencia del nivel deseado de riqueza entre los estados. 

## Planteamiento
Un valor de Arrow comprado o vendido en la fecha t es un contrato que promete entregar una unidad de ingresos en una de las posibles contingencias que pueden ocurrir en la fecha t + 1. Si en cada evento de fecha existe un conjunto completo de dichos contratos, uno para cada contingencia que pueda ocurrir en la fecha siguiente, las personas intercambiarán estos contratos para asegurarse contra riesgos futuros, apuntando a un nivel de consumo deseable y factible en el presupuesto de cada estado (es decir suavización del consumo). En la mayoría de las configuraciones cuando estos contratos no están disponibles, no será posible compartir el riesgo óptimo entre los agentes. Para este escenario, los agentes (propietarios de viviendas, trabajadores, empresas, inversores, etc.) carecerán de instrumentos para asegurarse contra riesgos futuros como el estado laboral, la salud, el ingreso laboral, los precios, entre otros. 

## Mercados, valores e incompletitud del mercado
En un mercado competitivo, cada agente toma decisiones intertemporales en un entorno estocástico. Sus actitudes hacia el riesgo, el conjunto de posibilidades de producción y el conjunto de intercambios disponibles determinan las cantidades de equilibrio y los precios de los activos que se negocian. En una representación "idealizada" se supone que los agentes tienen una aplicación contractual sin costo y un conocimiento perfecto de los estados futuros y sus posibilidades. Con un conjunto completo de reclamos contingentes estatales (también conocidos como valores de Arrow-Debreu), los agentes pueden negociar estos valores para protegerse contra resultados indeseables o malos. 
Cuando un mercado es incompleto, generalmente no logra la asignación óptima de los activos. Es decir, el primer teorema del bienestar ya no es válido. El equilibrio competitivo en un mercado incompleto generalmente está limitado por debajo del óptimo. La noción de suboptimidad limitada fue formalizada por Geanakoplos y Polemarchakis (1986).

## Posibles razones para la incompletitud del mercado
A pesar de las últimas innovaciones en curso en los mercados financieros y de seguros, los mercados siguen siendo incompletos. Si bien varios aspectos contingentes se negocian rutinariamente contra muchos estados, como pólizas de seguros, futuros, opciones financieras, entre otros, el conjunto de resultados es mucho mayor que el conjunto de aspectos. 
En la práctica, la idea de una seguridad contingente para cada posible evolución natural parece poco realista. Por ejemplo, si la economía carece de instituciones para garantizar que los contratos se cumplan, es poco probable que los agentes vendan o compren estos valores. 
Otra forma común de incompletitud es la información asimétrica entre agentes. Por ejemplo, la información de ingresos laborales para un individuo determinado es información privada y nadie más puede conocerla sin costo.  

## Fracaso del modelo estándar de mercados completos
Muchos autores han argumentado que modelar mercados incompletos y otros tipos de fricciones financieras es crucial para explicar las predicciones contrafácticas de los modelos estándar de mercado completo. El ejemplo más notable es el rompecabezas de la prima de equidad de Mehra y Prescott (1985), donde el modelo de mercado completo no puede explicar la prima histórica de alta equidad y la baja tasa libre de riesgo. 
Junto con el rompecabezas de la prima de equidad, otras implicaciones contrafácticas del modelo de mercado completo están relacionadas con las observaciones empíricas sobre el consumo, la riqueza y las transacciones de mercado de los individuos. Por ejemplo, en un marco de mercado completo, dado que los agentes pueden asegurarse completamente contra los riesgos idiosincrásicos, el consumo de cada individuo debe fluctuar tanto como el de cualquier otra persona, y la posición relativa en términos de distribución de riqueza de un individuo no debe variar mucho con el tiempo. La evidencia empírica sugiere lo contrario. Además, los consumos individuales no están altamente correlacionados entre sí y las tenencias de riqueza son muy volátiles.

## Modelado incompleto del mercado
En la literatura económica y financiera, se ha hecho un esfuerzo significativo en los últimos años para separarse de la configuración de los mercados completos. La incompletitud del mercado se modela como una estructura institucional exógena o como un proceso endógeno. 
En el primer enfoque, los modelos económicos toman como dadas las instituciones y los arreglos observados en las economías reales. Este enfoque tiene dos ventajas. Primero, la estructura del modelo es similar a la del modelo Arrow-Debreu para que sea susceptible a las poderosas técnicas de análisis desarrolladas para ese marco. En segundo lugar, es fácil comparar las asignaciones de modelos con su contraparte empírica. Entre los primeros documentos que utilizaron este enfoque, Diamond (1967) centró directamente en la estructura de mercado "realista" que consiste en los mercados de acciones y bonos. 
El otro conjunto de modelos explícitamente explica las fricciones que podrían evitar el seguro completo, pero derivan el riesgo compartido de manera endógena óptima. Esta literatura se ha centrado en las fricciones de información. Riesgo compartido en modelos de información privada con acumulación de activos y fricciones de aplicación. La ventaja de este enfoque es que la incompletitud del mercado y los reclamos contingentes estatales disponibles responden al entorno económico, lo que hace que el modelo sea atractivo para los experimentos de políticas, ya que es menos vulnerable a la crítica de Lucas . 

## Ejemplo de mercados completos vs. incompletos
Supongamos que hay una economía con dos agentes (Agustín y Marta) con funciones de utilidad de registro idénticas. Hay dos estados de la naturaleza igualmente probables. Si se realiza el estado 1, Agustín está dotado con 1 unidad de riqueza y Marta con 0. En el estado 2, Agustín obtiene 0 mientras que Marta recibe 1 unidad de riqueza. Con mercados completos hay dos posibilidades contingentes estatales: 
- {\displaystyle q_{1}} paga 1 unidad en el estado 1 y 0 de lo contrario.
- {\displaystyle q_{2}} paga 1 unidad en el estado 2 y 0 en el estado 1.

Antes de darse cuenta de la incertidumbre, los dos agentes pueden negociar los valores contingentes estatales. En equilibrio, los dos valores Arrow-Debreu tienen el mismo precio y la asignación es la siguiente: 
- Agustín compra 0.5 de {\displaystyle q_{2}} y vende 0.5 de {\displaystyle q_{1}} .
- Marta compra 0.5 de {\displaystyle q_{1}} y vende 0.5 de {\displaystyle q_{2}} .

El principal resultado en esta economía es que tanto Agustín como Marta terminarán con 0,5 unidades de riqueza independientemente del estado de la naturaleza que se realice. 
Si el mercado está incompleto, lo que significa que uno o ambos valores no están disponibles para el comercio, los dos agentes no pueden comerciar para protegerse contra una mala evolución de la naturaleza y, por lo tanto, quedan expuestos a la posibilidad del resultado indeseable de tener cero riqueza. De hecho, con certeza, uno de los agentes será 'rico' y el otro 'pobre'. 
Este ejemplo es un caso extremo de incompletitud del mercado. En la práctica, los agentes tienen algún tipo de instrumento de ahorro o seguro. El punto principal aquí es ilustrar las posibles pérdidas de bienestar que pueden surgir si los mercados están incompletos.